# Миронюк Надія Миколаївна
Наді́я Микола́ївна Мироню́к (25 березня 1984, Довжиця Маневицького району) — українська важкоатлетка, проживає у Луцьку.

## Життєпис
- З 1994 року займається важкою атлетикою під орудою батька в селі Княгининок Луцького району.
- 2000 — майстер спорту України.
- 2001 — в складі учнів Волинської обласної школи вищої спортивної майстерності, спортивне товариство «Динамо».
- 2003 — майстер спорту України міжнародного класу.
- 2002, 2003, 2004 — переможниця першостей України.
- 2003 — срібна призерка Універсіади України.
- 2004, 2005, 2006, 2008 — чемпіонка України.
- 2004 — срібна призерка чемпіонату Європи серед юніорок в Болгарії.
- 2006 — бронзова призерка чемпіонату Європи в Польщі, 8 місце на чемпіонаті Світу в Домініканській республіці в 2006 році.
- 2007 — 5 місце на чемпіонаті Європи в Франції, чемпіонка III Всеукраїнських літніх спортивних ігор, срібна призерка кубку України в 2007 році.

На чемпіонаті України в Миколаєві здобула олімпійську ліцензію.
Тренери — заслужені тренери України Авраменко Микола Григорович та Миронюк Микола Демидович — її батько, майстер спорту з важкої атлетики.
- 2008 — учасниця Олімпійських ігор в Пекіні, в сумі двоборства підняла 237 кілограмів: ривок — 105, поштовх — 132.
- 12 квітня 2013 в Тирані (Албанія) на змаганнях жінок у ваговій категорії до 69 кг у рамках чемпіонату Європи з важкої атлетики здобула бронзову медаль.
- 2014 — здобула перемогу на кубку України; бронзова медаль на чемпіонаті Європи в Тель-Авіві.
- 2014 — заслужений майстер спорту України.

2006 року закінчила Волинський державний інститут імені Лесі Українки — факультет фізичного виховання. Після того навчається в Луцькому інституті розвитку людини університету «Україна».